# Neolebias trilineatus
Neolebias trilineatus är en fiskart som beskrevs av Boulenger, 1899. Neolebias trilineatus ingår i släktet Neolebias och familjen Distichodontidae. IUCN kategoriserar arten globalt som livskraftig. Inga underarter finns listade i Catalogue of Life.